# Laplume
Laplume est une commune du Sud-Ouest de la France, située dans le département de Lot-et-Garonne en région Nouvelle-Aquitaine.
Ses 1402 habitants sont appelés les Pennaviens et Pennaviennes.
Elle fait partie de l'arrondissement d'Agen et de son aire d'attraction qui compte une population de 120 576 habitants.

## Géographie

### Localisation
Commune de l'aire d'attraction d'Agen située dans le Brulhois, sur la route nationale 131 entre Agen et Condom.

### Communes limitrophes
Les communes limitrophes sont Sainte-Colombe-en-Bruilhois, Aubiac, Lamontjoie, Marmont-Pachas, Moirax, Moncaut, Roquefort, Saint-Vincent-de-Lamontjoie et Saumont.
| Moncaut                     | Sainte-Colombe-en-Bruilhois | Roquefort, Aubiac |
| Saumont                     | Laplume                     | Moirax            |
| Saint-Vincent-de-Lamontjoie | Lamontjoie                  | Marmont-Pachas    |

### Climat
Le climat qui caractérise la commune est qualifié, en 2010, de « climat du Bassin du Sud-Ouest », selon la typologie des climats de la France qui compte alors huit grands types de climats en métropole. En 2020, la commune ressort du type « climat océanique altéré » dans la classification établie par Météo-France, qui ne compte désormais, en première approche, que cinq grands types de climats en métropole. Il s’agit d’une zone de transition entre le climat océanique et les climats de montagne et semi-continental. Les écarts de température entre hiver et été augmentent avec l'éloignement de la mer. La pluviométrie est plus faible qu'en bord de mer, sauf aux abords des reliefs.
Les paramètres climatiques qui ont permis d’établir la typologie de 2010 comportent six variables pour les températures et huit pour les précipitations, dont les valeurs correspondent à la normale 1971-2000. Les sept principales variables caractérisant la commune sont présentées dans l'encadré ci-après.
| Paramètres climatiques communaux sur la période 1971-2000 - Moyenne annuelle de température : 13,2 °C - Nombre de jours avec une température inférieure à −5 °C : 1,9 j - Nombre de jours avec une température supérieure à 30 °C : 7,7 j - Amplitude thermique annuelle : 15,5 °C - Cumuls annuels de précipitation : 750 mm - Nombre de jours de précipitation en janvier : 10,8 j - Nombre de jours de précipitation en juillet : 6,4 j |

Avec le changement climatique, ces variables ont évolué. Une étude réalisée en 2014 par la Direction générale de l'Énergie et du Climat complétée par des études régionales prévoit en effet que la  température moyenne devrait croître et la pluviométrie moyenne baisser, avec toutefois de fortes variations régionales. La station météorologique de Météo-France installée sur la commune et mise en service en 1999 permet de connaître en continu l'évolution des indicateurs météorologiques. Le tableau détaillé pour la période 1981-2010 est présenté ci-après.
| Mois                                  | jan.          | fév.          | mars          | avril         | mai           | juin          | jui.          | août          | sep.        | oct.        | nov.          | déc.           | année     |
| ------------------------------------- | ------------- | ------------- | ------------- | ------------- | ------------- | ------------- | ------------- | ------------- | ----------- | ----------- | ------------- | -------------- | --------- |
| Température minimale moyenne (°C)     | 2,5           | 2,8           | 5,2           | 7,6           | 11,1          | 14,7          | 16            | 15,9          | 13,1        | 10,7        | 5,7           | 2,9            | 9         |
| Température moyenne (°C)              | 5,8           | 7             | 10,2          | 12,9          | 16,6          | 20,6          | 22,1          | 22,1          | 19,1        | 15,3        | 9,2           | 5,9            | 13,9      |
| Température maximale moyenne (°C)     | 9             | 11,1          | 15,3          | 18,2          | 22,1          | 26,5          | 28,3          | 28,2          | 25          | 19,9        | 12,6          | 8,9            | 18,8      |
| Record de froid (°C) date du record   | −9,4 27.01.07 | −12 09.02.12  | −9 01.03.05   | −1,7 07.04.21 | 1,7 06.05.19  | 6,3 05.06.14  | 9,5 17.07.00  | 9,4 29.08.21  | 5 27.09.10  | −2 25.10.03 | −7,2 18.11.07 | −10,5 17.12.01 | −12 2012  |
| Record de chaleur (°C) date du record | 18,8 02.01.03 | 25,2 27.02.19 | 27,5 20.03.05 | 31,4 30.04.05 | 34,3 29.05.01 | 38,6 29.06.19 | 40,6 23.07.19 | 41,7 04.08.03 | 37 03.09.05 | 31 02.10.11 | 25 07.11.15   | 19,6 08.12.10  | 41,7 2003 |
| Précipitations (mm)                   | 65,9          | 48,2          | 51,7          | 79,3          | 71,2          | 56,5          | 55,3          | 49,3          | 68,8        | 63,6        | 76,9          | 71,1           | 757,8     |

## Urbanisme

### Typologie
Au 1er janvier 2024, Laplume est catégorisée bourg rural, selon la nouvelle grille communale de densité à sept niveaux définie par l'Insee en 2022.
Elle est située hors unité urbaine. Par ailleurs la commune fait partie de l'aire d'attraction d'Agen, dont elle est une commune de la couronne,. Cette aire, qui regroupe 81 communes, est catégorisée dans les aires de 50 000 à moins de 200 000 habitants,.

### Occupation des sols

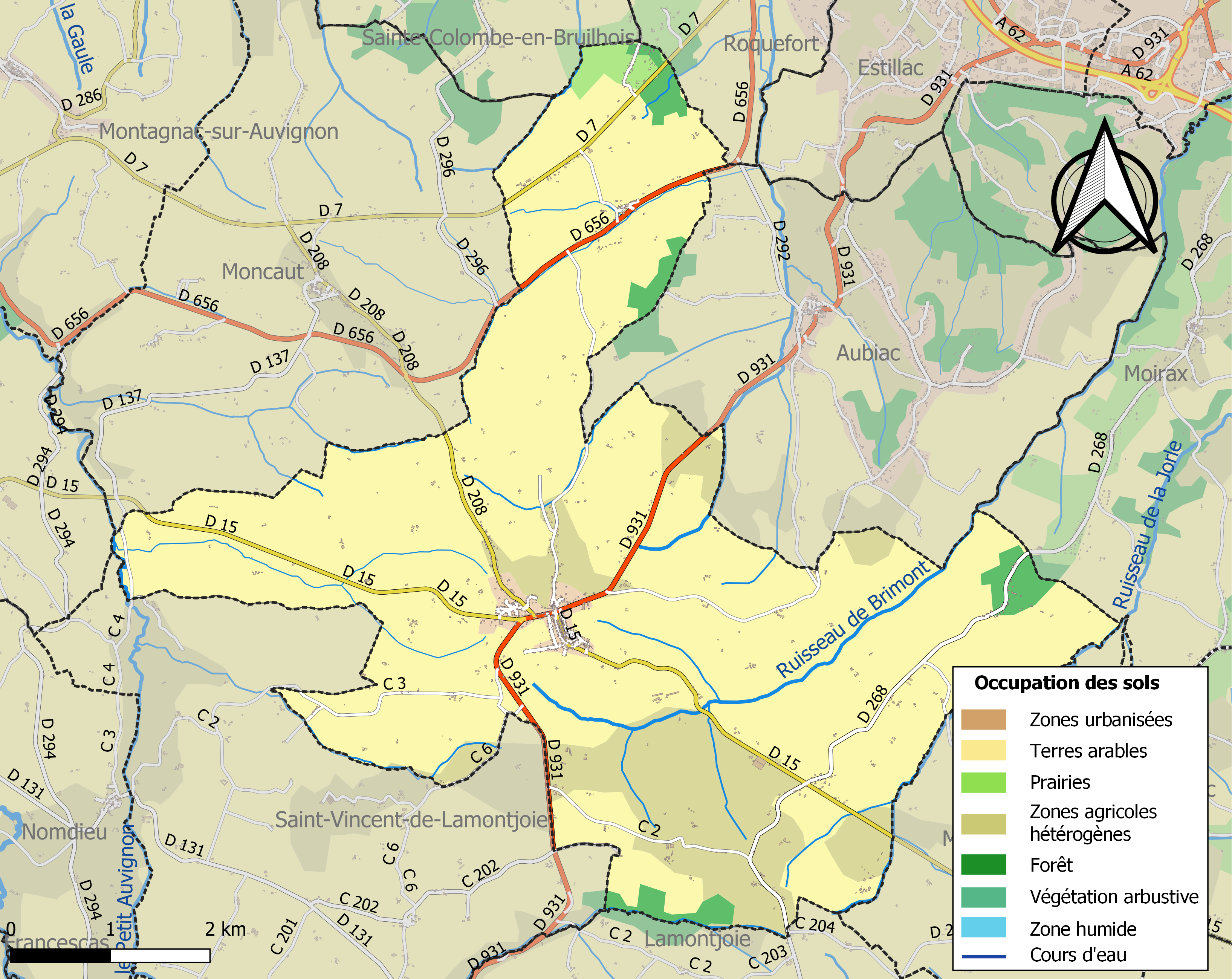
Carte des infrastructures et de l'occupation des sols de la commune en 2018 (CLC).

L'occupation des sols de la commune, telle qu'elle ressort de la base de données européenne d’occupation biophysique des sols Corine Land Cover (CLC), est marquée par l'importance des territoires agricoles (95,7 % en 2018), en diminution par rapport à 1990 (97,1 %). La répartition détaillée en 2018 est la suivante : 
terres arables (80,3 %), zones agricoles hétérogènes (14,6 %), forêts (2,8 %), zones urbanisées (1,5 %), prairies (0,9 %). L'évolution de l’occupation des sols de la commune et de ses infrastructures peut être observée sur les différentes représentations cartographiques du territoire : la carte de Cassini (XVIIIe siècle), la carte d'état-major (1820-1866) et les cartes ou photos aériennes de l'IGN pour la période actuelle (1950 à aujourd'hui).

### Risques majeurs
Le territoire de la commune de Laplume est vulnérable à différents aléas naturels : météorologiques (tempête, orage, neige, grand froid, canicule ou sécheresse), inondations, mouvements de terrains et séisme (sismicité très faible). Il est également exposé à deux risques technologiques,  le transport de matières dangereuses et le risque nucléaire. Un site publié par le BRGM permet d'évaluer simplement et rapidement les risques d'un bien localisé soit par son adresse soit par le numéro de sa parcelle.

#### Risques naturels
Certaines parties du territoire communal sont susceptibles d’être affectées par le risque d’inondation par une crue à  débordement lent de cours d'eau, notamment le Ruisseau de Jorle, le Ruisseau de Brimont, le Ruisseau Labourdasse et le Petit Auvignon. La commune a été reconnue en état de catastrophe naturelle au titre des dommages causés par les inondations et coulées de boue survenues en 1982, 1992, 1999, 2008 et 2009,.
Les mouvements de terrains susceptibles de se produire sur la commune sont des affaissements et effondrements liés aux cavités souterraines (hors mines), des glissements de terrain et des tassements différentiels. Afin de mieux appréhender le risque d’affaissement de terrain, un inventaire national permet de localiser les éventuelles cavités souterraines sur la commune.

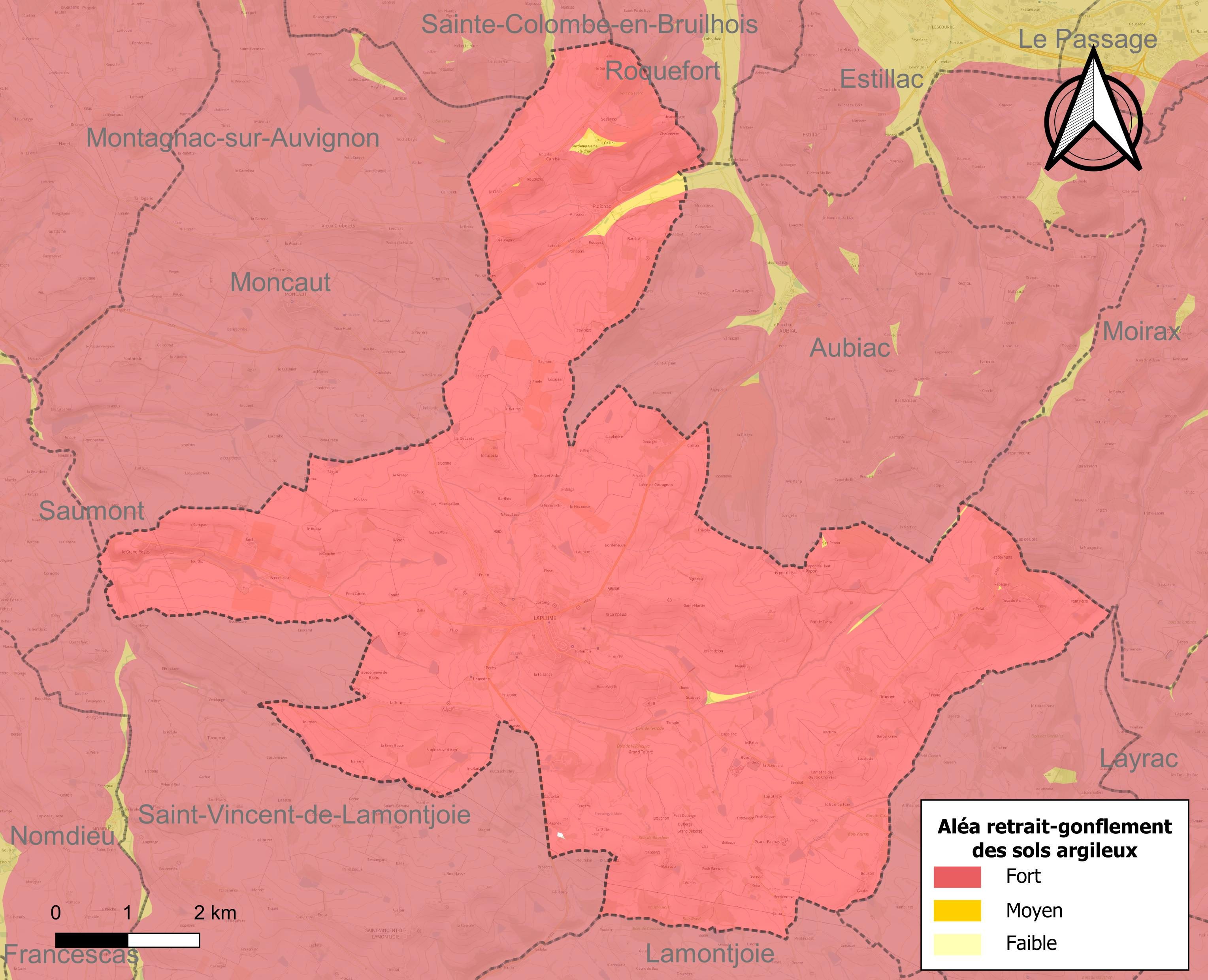
Carte des zones d'aléa retrait-gonflement des sols argileux de Laplume.

Le retrait-gonflement des sols argileux est susceptible d'engendrer des dommages importants aux bâtiments en cas d’alternance de périodes de sécheresse et de pluie. La totalité de la commune est en aléa moyen ou fort (91,8 % au niveau départemental et 48,5 % au niveau national). Depuis le 1er octobre 2020, en application de la loi ELAN, différentes contraintes s'imposent aux vendeurs, maîtres d'ouvrages ou constructeurs de biens situés dans une zone classée en aléa moyen ou fort,.
Concernant les mouvements de terrains, la commune a été reconnue en état de catastrophe naturelle au titre des dommages causés par la sécheresse en 1989, 2002, 2003, 2011, 2012 et 2017 et par des mouvements de terrain en 1999.

#### Risque technologique
La commune étant située dans le périmètre du plan particulier d'intervention (PPI) de 20 km autour de la centrale nucléaire de Golfech, elle est exposée au risque nucléaire. En cas d'accident nucléaire, une alerte est donnée par différents médias (sirène, sms, radio, véhicules). Dès l'alerte, les personnes habitant dans le périmètre de 2 km se mettent à l'abri. Les personnes habitant dans le périmètre de 20 km peuvent être amenées, sur ordre du préfet, à évacuer et ingérer des comprimés d’iode stable,,.

## Toponymie
Le nom ancien de la ville était Penna, du mot pré-latin d'origine celto-ligure penn désignant une hauteur rocheuse (penne ou pène, toponymes fréquents dans le Sud de la France). Il a été traduit littéralement d'après le latin penna, « plume » : confusion fréquente car le blason de Penne (Tarn), également bâtie sur un éperon rocheux, porte une plume.

## Histoire
Laplume a été la  capitale de la vicomté et du bailliage d'appel de Bruilhois ou Brulhois.

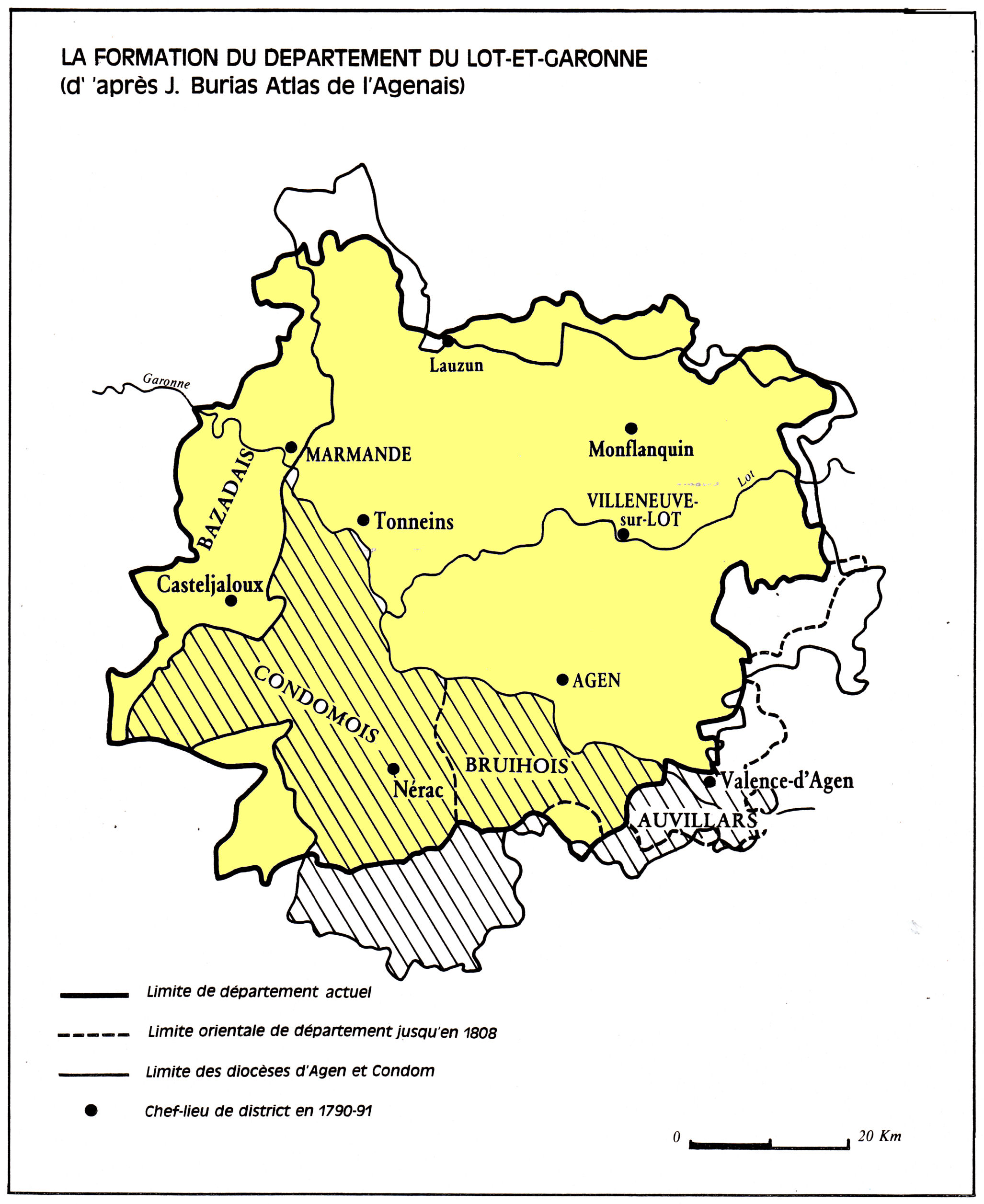
Le Brulhois.

La commune de Laplume accueillit des habitants de Lemud, en Moselle, expulsés par les Allemands à l'automne 1940, à l'instar du village voisin de Roquefort.[réf. souhaitée]

## Héraldique
| Blason de Laplume | Blason  | D'azur aux trois tours couvertes d'argent, girouettées de sable.                                                                                   |
| Blason de Laplume | Détails | Le statut officiel du blason reste à déterminer.                                                                                                   |
| Blason de Laplume | Alias   | D'azur à trois tours d'or, celle de la pointe sommée d'un bouquet de trois plumes d'argent, le tout enfermé dans une filière du même.              |
| Blason de Laplume | Alias   | D'azur à trois tours terrassées et couvertes d'argent, girouettées de gueules, celle du milieu plus haute, sommée d’une croisette pattée de sable. |

## Politique et administration

### Liste des maires
| Période                                  | Période   | Identité         | Étiquette | Qualité                |
| ---------------------------------------- | --------- | ---------------- | --------- | ---------------------- |
| Les données manquantes sont à compléter. |           |                  |           |                        |
|                                          |           |                  |           |                        |
| mars 1989                                | mars 2008 | Bernard Villes   |           | Boulanger-pâtissier    |
| mars 2008                                | mai 2020  | Éric Bacqua      | DVG       | Enseignant             |
| mai 2020                                 | En cours  | Séverine Coudert | DVG       | Psychologue du travail |

## Démographie
L'évolution du nombre d'habitants est connue à travers les recensements de la population effectués dans la commune depuis 1793. Pour les communes de moins de 10 000 habitants, une enquête de recensement portant sur toute la population est réalisée tous les cinq ans, les populations de référence des années intermédiaires étant quant à elles estimées par interpolation ou extrapolation. Pour la commune, le premier recensement exhaustif entrant dans le cadre du nouveau dispositif a été réalisé en 2008.

En 2022, la commune comptait 1 335 habitants, en évolution de −6,38 % par rapport à 2016 (Lot-et-Garonne : −0,18 %, France hors Mayotte : +2,11 %).
| 1793  | 1800  | 1806  | 1821  | 1831  | 1836  | 1841  | 1846  | 1851  |
| ----- | ----- | ----- | ----- | ----- | ----- | ----- | ----- | ----- |
| 2 810 | 1 789 | 1 724 | 1 786 | 1 824 | 1 655 | 1 707 | 1 770 | 1 742 |

| 1856  | 1861  | 1866  | 1872  | 1876  | 1881  | 1886  | 1891  | 1896  |
| ----- | ----- | ----- | ----- | ----- | ----- | ----- | ----- | ----- |
| 1 735 | 1 742 | 1 624 | 1 638 | 1 559 | 1 590 | 1 564 | 1 413 | 1 305 |

| 1901  | 1906  | 1911  | 1921  | 1926  | 1931  | 1936  | 1946  | 1954  |
| ----- | ----- | ----- | ----- | ----- | ----- | ----- | ----- | ----- |
| 1 189 | 1 277 | 1 239 | 1 086 | 1 142 | 1 097 | 1 082 | 1 178 | 1 218 |

| 1962  | 1968  | 1975  | 1982  | 1990  | 1999  | 2006  | 2008  | 2013  |
| ----- | ----- | ----- | ----- | ----- | ----- | ----- | ----- | ----- |
| 1 248 | 1 078 | 1 101 | 1 081 | 1 042 | 1 205 | 1 327 | 1 362 | 1 446 |

| 2018  | 2022  | - | - | - | - | - | - | - |
| ----- | ----- | - | - | - | - | - | - | - |
| 1 354 | 1 335 | - | - | - | - | - | - | - |

## Lieux et monuments
- Les trois lavoirs.

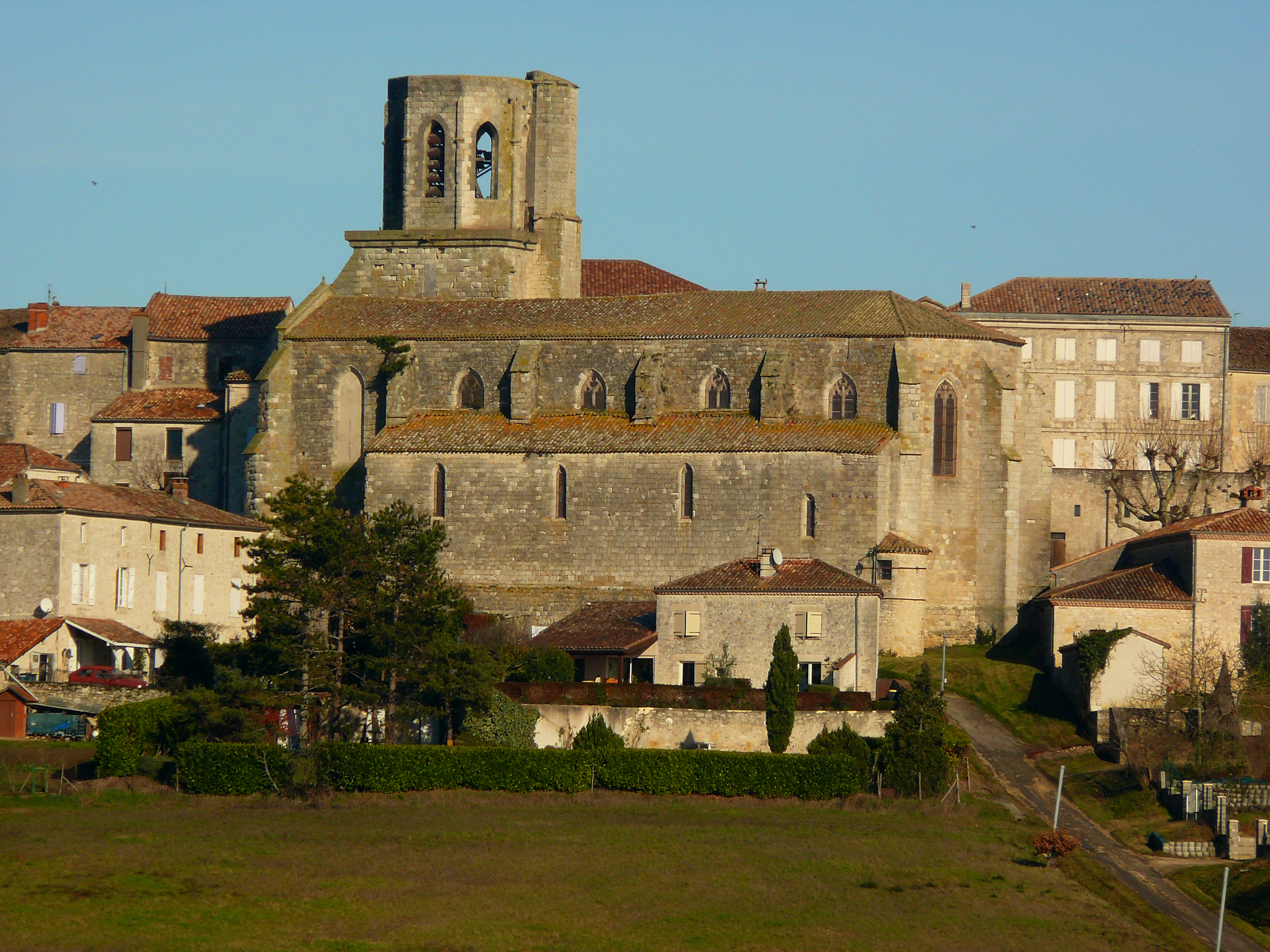
L'église Saint-Barthélemy

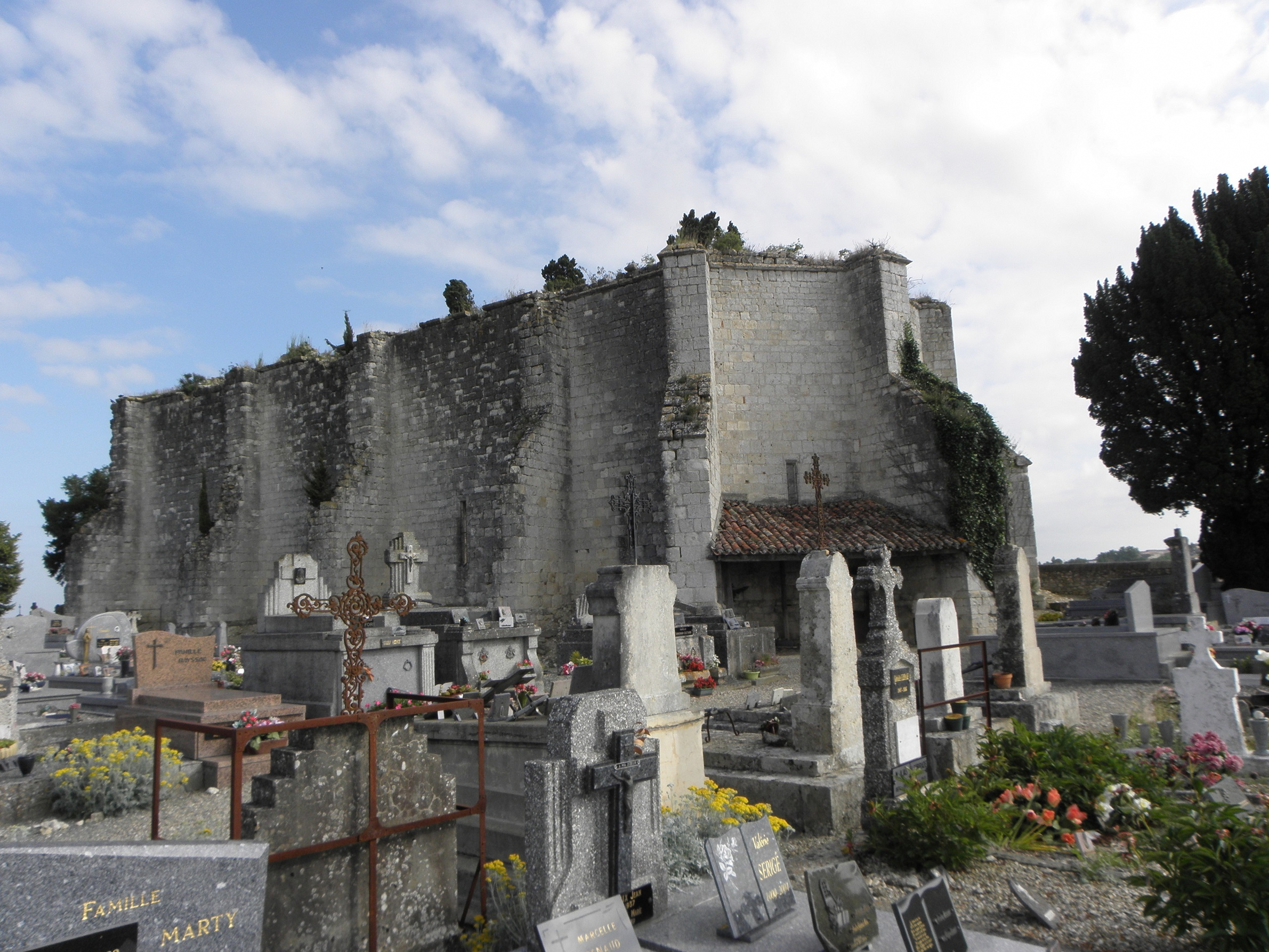
L'église Saint-Pierre de Cazaux.

- L'église Saint-Barthélemy. L'édifice a été classé au titre des monuments historiques en 2006[29],[30].
- L'église Saint-Pierre de Cazaux. L'édifice a été classé au titre des monuments historiques en 2006[31].
- Église Notre-Dame de Brimont.
- Église Saint-Vincent de Pleichac.
- Les remparts.

## Personnalités liées à la commune
- Armand Joseph Dubernad.
- Philippe Lauzun.